# 钱亦石故居
钱亦石故居是位于咸宁市咸安区马桥镇钱庄村的一座近代纪念建筑，原主人为“红色教授”钱亦石。本为清代民居，两重连五砖木结构楼房。钱亦石1889年12月21日在此出生，并度过了童年和青少年，直到1909年赴汉口求学。后从事乡村教学六年，亦居住于此，直到1911年考入武昌高等师范学校。2002年入选湖北省文物保护单位。

## 文物保护情况
2002年11月7日，被湖北省文物保护单位列为第四批湖北省文物保护单位。
其保护范围为：钱亦石故居及周围一定范围。以钱亦石故居外墙为基线，东面向外延伸6米至故居后背山，西面向外延伸至门口乡村公路，南、北面各向外延伸10米。
其建设控制地带为：东、西面与保护范围重合，南面以保护范围为界向外平行延伸5米至钱锋房屋北墙，北面以保护范围为界向外平行延伸8米至民房墙角。